# Argyreia samarensis
Argyreia samarensis är en vindeväxtart som beskrevs av V. Ooststr. Argyreia samarensis ingår i släktet Argyreia och familjen vindeväxter. Inga underarter finns listade i Catalogue of Life.